# Finn-Jannetjärnen
Finn-Jannetjärnen är en sjö i Ragunda kommun i Jämtland och ingår i Indalsälvens huvudavrinningsområde.